# Andrea de Bertoldi
Andrea de Bertoldi (Bolzano, 12 maggio 1966) è un politico italiano, senatore dal 2018 al 2022 e deputato dal 2022.

## Biografia
Nato a Bolzano, vive a Trento, dove si è laureato in Economia e Commercio; è titolare di due Studi Commercialisti, a Cles e Trento, e di un altro Studio Commercialista Associato a Roma, di cui è contitolare con l'ex deputato Maurizio Leo.
Inizia la propria carriera politica nel Fronte della Gioventù di Bolzano, per poi aderire ad Alleanza Nazionale, nelle cui liste è stato candidato, ma non eletto, alla Camera dei Deputati nella circoscrizione Trentino-Alto Adige alle elezioni politiche del 2006. È stato presidente della Fondazione Farefuturo per il Trentino.
Nel 2009, aderisce al Popolo della Libertà, dal quale fuoriesce nel 2010, seguendo Gianfranco Fini nella nuova formazione Futuro e Libertà, di cui diventa coordinatore della provincia di Trento. Il partito, tuttavia, cessa le attività nel 2014.
Il 2 dicembre 2017, aderisce ufficialmente a Fratelli d'Italia.

### In Parlamento
Alle elezioni politiche del 2018, de Bertoldi viene eletto al Senato della Repubblica nel collegio uninominale Trentino-Alto Adige - 04 (Trento) per la coalizione di centro-destra (in quota FdI) con il 37,58% dei voti, superando Franco Panizza del centro-sinistra (34,87%) e Cristiano Zanella del Movimento 5 Stelle (21,98%). È stato segretario della VI commissione permanente Finanze e Tesoro e membro della Commissione parlamentare di vigilanza sull'Anagrafe Tributaria.
Alle elezioni politiche del 2022, de Bertoldi viene eletto alla Camera dei deputati nel collegio uninominale Trentino-Alto Adige - 01 (Trento) per il centro-destra (in quota FdI) con il 40,92%, superando Sara Ferrari del centro-sinistra (31,80%) e Roberto Sani di Azione - Italia Viva (8,96%).
Il 12 agosto 2024, il deputato annuncia di aver lasciato il gruppo parlamentare di Fratelli d’Italia, a causa di numerosi disaccordi con la direzione nazionale del partito; aderisce quindi al gruppo misto.
Nel 2025, in seguito alla fondazione della associazione Liberali cristiano-democratici, annuncia una federazione con la Lega di Matteo Salvini, entrando nel gruppo parlamentare del Carroccio il 4 febbraio 2025.